# Премия Рунеберга
Премия Рунеберга (фин. Runeberg-palkinto, швед. Runebergspriset) — одна из наиболее престижных литературных премий Финляндии, вручаемая ежегодно в День Рунеберга.

## История
Премия, учреждённая в честь финского национального поэта Йохана Рунеберга, присуждается с 1978 года в день рождения поэта — 5 февраля, отмечаемого в Финляндии как День Рунеберга. Для награждения номинируются произведения, написанные на финском или шведском языках. Размер премии составляет 10 тысяч евро.
Номинации и выбор лауреата происходят в городе Порвоо при посредничестве газеты Uusimaa, Союза писателей Финляндии (фин. Suomen Kirjailijaliitto), Союза финских критиков (фин. Suomen arvostelijain liitto) и Ассоциации шведоязычных писателей Финляндии (швед. Finlands Svenska författareförening).